# Жанаарка
Жанаарка (каз. Жаңаарқа, до 27 лютого 2020 року іменувався Атасу́) — селище, центр Жанааркинського району Улитауської області Казахстану. Адміністративний центр та єдиний населений пункт Жанааркинської селищної адміністрації.
Населення — 17420 осіб (2021; 14265 у 2009, 14281 у 1999, 16007 у 1989).
Станом на 1989 рік селище мало статус селища міського типу.
Видобуток залізної руди для Улитауських металургійних заводів. А також введення в експлуатацію нафтопроводу «Атасу-Алашанькоу» стало однією з найважливіших подій 2006 року. Проект будівництва нафтопроводу Атасу (Казахстан) - Алашанькоу (Китай) призначене для транспортування нафти з Атасу (Казахстан) до Алашанькоу (Китай), загальною довжиною 965,1 км, діаметром 813 мм. Початкова пропускна здатність трубопроводу становить 10 млн.т/рік. До складу нафтопроводу входять: ГНПС Атасу, КУУН Алашанькоу.

## Відомі особистості
В поселенні народився:
- Абдішев Бауржан Туйтейович (* 1968) — казахстанський політик.